# Inês d'Orey
Inês d'Orey (Porto, 17 de junho de 1977), é uma fotógrafa portuguesa formada em fotografia na London College of Printing, em Londres, Reino Unido, em 2002.

## Biografia
Grande parte do seu trabalho artístico incide na transformação da identidade patrimonial da cidade contemporânea, onde o objecto arquitectónico se apresenta como sujeito de memória, mutante de significados ao longo do tempo. A arquitectura, a polis, a fronteira entre espaço público e privado, a investigação sobre os lugares e seus contextos são alguns dos elementos que constituem o seu corpo de trabalho, cujo principal meio é a fotografia, ainda que com fusões com a instalação e o vídeo. Expõe, publica e faz residências artísticas com regularidade em Portugal e no estrangeiro (Dinamarca, França, Alemanha, Itália, Bélgica, Espanha, Reino Unido, Eslovénia, Lituânia, Brasil, Rússia, Japão, EUA, Sérvia). Está presente em diversas colecções privadas e públicas, onde se destaca a Fundação EDP, Coleção da Biblioteca de Arte da Fundação Calouste Gulbenkian, Coleção Norlinda e José Lima, Coleção da Câmara Municipal do Porto, Oliva Arauna Coleción (Espanha) e Galleri Image (Dinamarca). Tem sido premiada pelo seu trabalho, nomeadamente com o prémio Novo Talento Fotografia FNAC 2007.
É representada pela Galeria das Salgadeiras (Lisboa) e pela Galeria Presença (Porto).

## Exposições individuais
2023. "Umbral". Galeria Presença. Porto.
2023. “Green roofs grey roofs”. Fundação Marques da Silva. Porto
2022. “Beograd Concrete”. Galeria das Salgadeiras. Lisboa
2021. “Udgang”. com a curadoria de Hugo Dinis. Galeria Presença. Porto
2021. “Antecâmara”. Belgrade Photo Month. Belgrado. Sérvia
2020. “Futuro Contínuo”. Mira Forum Online
2019. “Antecâmara”. Galeria das Salgadeiras. Lisboa
2018. Do Not Sit Down, Galeria Presença, Porto
2018. 3/4, Museu do Vinho, São João da Pesqueira
2016. Peso Morto, Galeria Presença, Porto
2014. Caixa Negra, Galeria Presença, Porto
2012/2013. Sala de Espera, Museu da Imagem, Braga
2012. Limbo, Galeria Presença, Porto
2012. Douro Industrial, Amarante
2011. Douro Industrial, Mirandela
2011. Na Casa Maria Borges, Porto
2011. Porto Interior, Centro Português de Fotografia, Porto
2010. Porto Interior, Fnac Chiado, Lisboa e Cascais
2009. Porto Interior – Galleri Image, Aarhus, Dinamarca
2009. Porto Interior – Novo Talento Fnac Fotografia 2007, Fnac, Antuérpia
2009. Quinta das Lágrimas, Hotel Quinta das Lágrimas, Coimbra
2008. Porto Interior – Novo Talento Fnac Fotografia 2007, Fnac, Torino, Génova e Lovain-La-Neuve
2008. Volver – Escola de Arquitectura da Universidade do Minho, Guimarães
2008. Porto Interior – Novo Talento Fnac Fotografia 2007, Fnac, Braga, Coimbra e Milão
2007. Os Últimos Lugares – Sala Poste-Ite, Edifício Artes em Partes, Porto
2007. Porto Interior – Novo Talento Fnac Fotografia 2007, Fnac Norteshopping, Matosinhos
2004. Soundtrack - Galeria Alvarez SalaUm, Porto
2003. Pagãos, Fadas e Cristãos - Edifício Artes em Partes, Porto
2002. Mulheres Portuguesas em Londres - Edifício Artes em Partes, Porto
2001. Women and Objects - Window 42, Londres

## Exposições coletivas
2023. “Nenhum Sítio é Deserto". Biblioteca da Fundação Calouste Gulbenkian. Lisboa.
2023. "Porto interior". UADE ART Gallery. Buenos Aires.
2023. "Derivas criaturas". Câmara Municipal do Porto.
2022. ATER. Projekteria Art Gallery. Barcelona. Espanha.
2021. Casa sem gente. Lamego Museum. Portugal.
2021. Antecâmara. Bioskop Balkan. BPM. Belgrade. Sérvia.
2021. Visible things. Galeria Presença on Arco Madrid-Lisboa online.
2020. Opens Walls. Galerie Huit Arles. Arles. França.
2020. Público/Privado - Doce Calma ou Violência Doméstica?. Centro de Arte de Sines. Sines.
2019. Mifa Awards, Moscow Center of Photography, Moscovo, Rússia.
2017. Fresh Eyes, Galleri Image, Aarhus, Dinamarca.
2017. Este Lugar Lembra-te Algum Sítio?, Alvito.
2017. Este Lugar Lembra-te Algum Sítio?, Centro de Artes e Cultura de Ponte de Sor.
2017. Does this place remind you of somewhere?, Círculo de Artes Plásticas de Coimbra.
2016. Does this place remind you of somewhere?, CAAA, Guimarães.
2016. Palácio Amarelo, Portalegre.
2016. Expanded territory, Porto de Darsena, Corunha, Espanha.
2016. Peso Morto, Carpe Diem Arte & Pesquisa, Lisboa.
2015. A Velha Casa, Centro de Memória, Vila do Conde.
2015. Poder e Ilusão, Mira Fórum, Porto.
2015. Rota das Catedrais, Casa da Parra, Santiago de Compostela, Espanha.
2015. Pixel/Brick/Pixel, EAUM, Guimarães, Portugal.
2015. Rota das Catedrais, Museu de Artes Decorativas, Viana do Castelo.
2015. Rota das Catedrais, Museu Abade de Baçal, Bragança.
2014. Sous le sable, Encontros da Imagem, Mosteiro de Tibães, Braga.
2014. Memória e Arquivo, MUMA, Curitiba e S. Paulo.
2013/2014 Dear Stories, Plataforma Revólver, Lisboa.
2013. Territoires de la photographie portugaise, Photoaumnales, Beauvais.
2013. Dear Stories, Museu da Imagem, Braga.
2013. Douro Industrial, Entremargens, Largo de São Carlos, Lisboa.
2012/2013. Hospital, Panóptico do hospital Miguel Bombarda, Lisboa.
2012. Rever a Cidade, CAAA, Guimarães.
2011. Douro no Feminino, Porto.
2011. Nomadic Settlers, Settled Nomads, Kunstraum Kreuzberg/bethanien, Berlim.
2011. Tenho Fome, Troca-se por Arte, Favorita do Bolhão, Porto.
2011. No Reino D'aquém e d'além dor, HUC, Coimbra.
2011. Residencial M, Porto.
2010. Moleskine Diary, Maus Hábitos, Porto.
2009. Second Cities, Cityhall, Graz.
2009. Açores – Festival Festa Redonda – Cine-teatro da Lagoa, S. Miguel e Santa Maria, Açores.
2009. Lab.65: Colectivo Fotográfico, Fnac Norteshopping, Matosinhos.
2008. Lab.65 Revisited, Centro Comercial Bombarda, Porto.
2008. Açores – Festival Festa Redonda – Graciosa, Terceira, Faial, S. Jorge e Pico, Açores.
2008. Circulation(s) – La Cartonnerie, Paris.
2008. Tríptico - Fábrica Social, Fundação Escultor José Rodrigues, Porto.
2007. Açores – Festival Festa Redonda – Flores e Corvo, Açores.
2007. Bloco Operatório – Hospital da Universidade de Coimbra, Coimbra.
2007. O Porto do Vinho – Paços do Concelho da Câmara Municipal do Porto, Porto.
2007. 51% lomografia – A Casa Portuguesa, Barcelona.
2007. 51% lomografia – LomoGallery, Madrid.
2007. 51% lomografia – Centro Português de Fotografia, Porto.
2007. Second Cities – Historical Cityhouse, Kosice.
2007. Mysteries, Secrets, Illusions - Kaunas Photo, Kaunas.
2007. 51% lomografia – Antiga fábrica Braço de Prata, Lisboa.
2007. Mito, projecto verbete na Mostra Livre de Artes (MoLA) – Circo Voador, Rio de Janeiro.
2007. Reality Crossings - International Fotofestival Mannheim/Ludwigshafen/Heidelberg, Heidelberg.
2007. Descubrimientos - PhotoEspaña, Madrid.
2005. Projecto OÇ Mail - Fundação Calouste Gulbenkian, Paris.
2004. Metarmofoses do Real - Encontros da Imagem, Mosteiro de Tibães, Braga.
2004. 50 Anos Galeria Alvarez - Galeria Alvarez SalaUm, Porto.
2004. The Alvarez Horror Art Show - Galeria Alvarez SalaUm, Porto.
2003. Art Cologne - Kölnmesse, (pela Galeria Alvarez), Colónia.
2002. The final show - London College of Printing, Londres.
2000. Blue - The Millinery Works, Londres.
1999. Teatro Universitário do Minho X Anos - Encontros da Imagem, Braga.

## Prémios e residências
2021. Residência Belgrado. Sérvia.
2020. Residência na Embaixada de Portugal. Copenhaga. Dinamarca.
2019. Tokyo International Foto Awards (Prata). Tóquio. Japão.
2019. Moscow International Foto Awards (Segundo Lugar) . Moscovo. Rússia.
2017. Carpe Diem Arte & Pesquisa. Lisboa.
2007. Descubrimentos PhotoEspaña (Finalista). Madrid. Espanha.
2007. Fundação Inês de Castro/Quinta das Lágrimas. Coimbra.
2007. Novo Talento Fnac Fotografia 2007.

## Feiras de arte
(2024). "Skin: memory and impression". Salgadeiras Arte Contemporânea. Photo London. Londres.
2022. Galeria Presença. Arco Lisboa.
2021. Galeria Presença. Paris Photo online.
2021. Galeria Presença. Arco Lisboa online.
2020. Galeria Presença. Arco Lisboa online.
2020. “ATER”. Galeria das Salgadeiras. Just MAD Contemporary Art Fair. Madrid. Espanha.
2019. Galeria Presença. Arco Lisboa. Lisboa.
2018. Galeria Presença. Arco Lisboa. Lisboa.
2017. Galeria Presença. Arco Lisboa. Lisboa.
2016. Galeria Presença. Arco Lisboa. Lisboa.
2003. Galeria Alvarez. Art Cologne. Colónia. Alemanha.

## Coleções
Coleção da Câmara Municipal de Lisboa.
Fundação EDP.
Coleção da Biblioteca de Arte da Fundação Calouste Gulbenkian.
Coleção Norlinda e José Lima.
Coleção da Câmara Municipal do Porto.
Coleção Fonseca Macedo
Coleção Biblioteca de Serralves
Coleção Marin Gaspar
Oliva Arauna Coleción, Espanha.
Galleri Image, Dinamarca.

## Livros
2022. "Beograd Concrete". Galeria das Salgadeiras. Lisboa.
2022. "ATER". Galeria das Salgadeiras. Lisboa.
2011. “porto interior”. Editora Fernando Machado.
2010. “Mecanismo da troca”. Edição de autor.

## Livros coletivos
2022. “Untitled”. Galeria das Salgadeiras. Lisboa.